# Chiesa di San Bernardino (Sant'Omobono Terme)
La chiesa di San Bernardino è il principale luogo di culto cattolico della località di Cepino frazione di Sant'Omobono Terme in provincia e diocesi di Bergamo; fa parte dell'Unità Pastorale Valle Imagna.

## Storia
La chiesa era sicuramente presente nella metà del Quattrocento sulla località di Cepino in valle Imagna, edificata dopo l'elevazione agli altari del santo titolare il 24 maggio 1450, risultando eretta a parrocchiale autonoma con decreto del vescovo Giovanni Barozzi del 1464 smembrandola da quella di Sant'Omobono insieme a quella dedicata a San Marco Evangelista, con atto del notaio Gio Francesco Salvetti. Conseguente al nuovo titolo di “Ecclesiam parrochialem”, i vicini dovevano versare un libbra di cera Nel Cinquecento la chiesa risulta inserita nel registro delle commende episcopali che elencava i preti mercenari delle chiese che non avendo beneficio non erano stipendiati direttamente ma dai vicini. Queste nomine dovevano essere  autorizzate dal vescovo ogni sei mesi. Questo indica che non vi era nessun beneficio nella chiesa.
Con l'istituzione dei vicariati foranei istituiti nel II sinodo diocesano voluto dal vescovo Federico Corner in ottemperanza delle indicazioni del primo sinodo provinciale confermate con il III sinodo del 1574, la chiesa risulta inserita nella pieve di Almenno.
La chiesa fu visitata da san Carlo Borromeo arcivescovo di Milano il 15 ottobre 1575. Dagli atti della visita si deduce che la chiesa aveva l'altare dedicato alla Concezione della Beata Vergine con la scuola omonima, quello maggiore gestito dalla scuola del Santissimo Sacramento e altri tre altari. Vi era la scuola della dottrina cattolica e il clero era retto da un curato titolare.
Nel 1666 la chiesa fu inserita nel “Sommario delle chiese di Bergamo”, elenco redatto dal cancelliere della curia vescovile Giovanni Giacomo Marenzi e indicata sotto l'invocazione di san Bernardino da Siena. Vi era la scuola del Santissimo Sacramento che reggeva l'altare maggiore, e altri quattro altari. Il clero era costituito dal curato titolato, e era inserita nella circoscrizione di Almenno San Salvatore.
La parrocchiale risulta elencata nello stato del clero del 1861 dove è citata nel vicariato di Almenno San Salvatore e con il santuario della Cornabusa sussidiario. La chiesa era retta da un parroco coadiuvato da un ulteriore sacerdote.
Nel 1874 fu progettata la nuova chiesa dall'architetto Ghilardi e aperta al culto il 16 febbraio 1902. L'edificio di culto fu consacrato il 16 maggio 1911 con l'intitolazione a san Bernardino dal vescovo Giacomo Radini-Tedeschi. Nel 1932 fu posto il nuovo altare maggiore che venne consacrato dal vescovo Adriano Bernareggi che nell'occasione donò le reliquie dei santi Alessandro di Bergamo e Clemente che furono sigillate nella nuova mensa eucaristica. Il 1957 vide la posa delle nuove vetrate istoriate disegnate da Claudio Nani. Furono poi eseguiti lavori di pulitura e di mantenimento con la posa negli anni '70 del nuovo altare rivolto al popolo rispondente all'adeguamento liturgico delle chiese.
Con decreto del 27 maggio 1979 del vescovo Giulio Oggioni la parrocchiale è inserita nel vicariato locale di Rota d'Imagna.

## Descrizione

### Esterno
L'edificio di culto anticipato dal sagrato con pavimentazione in asfalto, presenta la facciata neoclassica divisa su due ordini da una cornice marcapiano, e ogni ordine diviso da lesene complete di zoccolatura e capitelli d'ordine corinzio. Nell'ordine inferiore centrale vi è l'ingresso principale con portale completo di paraste che reggono il cornicione e mensole che reggono il timpano triangolare dove è posto il simbolo vescovile. Vi sono quattro nicchie, due su ogni ordine, che contengono le statue di santi. Nell'ordine superiore vi è centrale una finestra rettangolare atta a illuminare l'aula completa di colonnine che reggono il timpano triangolare. Il frontone della facciata termina con il timpano triangolare dove è posto l'epigrafe con l'intitolazione della chiesa..

### Interno
L'interno a pianta rettangolare e a unica navata è diviso da lesene complete di lesene e coronate da capitelli corinzi in tre campate. Le lesene reggono la trabeazione dove parte la volta a crociera. La pria campata a sinistra conserva il fonte battesimale e a destra la zona penitenziale con il confessionale ligneo. Un pulpito ligneo è posto a sinistra della seconda campata in corrispondenza con la statua di san Bernardino da Siena. Nella terza vi sono due altari devozionali. Una parte a raccordo collega la navata alla zona del presbiterio di misura inferiore all'aula e con volta a tazza circolare. La zona è sopraelevata da cinque gradini e termina con il coro absidato coperto da catino.